# Madagaskar na Letnich Igrzyskach Olimpijskich 2000
Madagaskar na Letnich Igrzyskach Olimpijskich 2000 reprezentowało 11 zawodników, 5 mężczyzn i 6 kobiet.

## Skład kadry

### Boks
Mężczyźni
- Celestin Augustin

waga musza, do 51 kg (odpadł w 1 rundzie eliminacji)

### Judo
Kobiety
- Naina Cecilia Ravaoarisoa

### Lekkoatletyka
Mężczyźni
- Jean Randriamamitiana

bieg na 100 m (odpadł w 1 rundzie eliminacji)
- Joseph Randriamahaja

bieg na 110 m przez płotki (odpadł w 2 rundzie eliminacji)
- Yvon Rakotoarimiandry

bieg na 400 m przez płotki (odpadł w 1 rundzie eliminacji)
Kobiety
- Hanitriniaina Rakotondrabé

bieg na 100 m (finał)
- Rosa Rakotozafy

bieg na 100 m przez płotki (odpadła w 1 rundzie eliminacji)
- Monica Rahanitraniriana, Hanitriniaina Rakotondrabé, Rosa Rakotozafy, Ony Paule Ratsimbazafy

sztafeta 4x100 m (finał)

### Pływanie
Mężczyźni
- Jean Luc Razakarivony

100 m stylem klasycznym (odpadł w eliminacjach)
Kobiety
- Mbolatiana Ramanisa

50 m stylem dowolnym (odpadła w eliminacjach)